# 凯瑟琳·弗洛
凯瑟琳·弗洛（法語：Catherine Frot，1956年5月1日—）是法國女演員，她憑藉2015年演出的《巴黎走音天后》獲得凱薩獎最佳女主角獎與盧米埃獎最佳女演員獎。

## 作品
- 1996:《歡樂家庭晚餐》(Un air de famille)
- 1998:《客人變成豬》(Le Dîner de Cons)
- 2002:《三部曲之跑路》(Cavale)
- 2002:《生命三樂章3-安魂曲》(Après la vie)
- 2002:《三部曲之鬥法》(Un couple épatant)
- 2004:《悲憐赤子心》(Vipère au Poing)
- 2006:《琴謎變奏曲》(La Tourneuse de pages)
- 2008:《調查犯罪是我們的職業（法语：Le crime est notre affaire (film)）》(Le Crime est notre affaire)
- 2012:《巴黎御膳房》(Les Saveurs du palais)
- 2015:《巴黎走音天后》(Marguerite)

## 外部連結
- 凯瑟琳·弗洛在互联网电影资料库（IMDb）上的資料（英文）